# 130号線 (チェコ)
チェコ国鉄130号線、ウースチー・ナド・ラベム～ホムトフ線（チェコ語;Železniční trať Ústí nad Labem – Chomutov）の一部は、チェコ国鉄の鉄道線の名称である。
チェコ北部の東西連絡を担っている。なお本頁では、一体運用されていて、同じく路線番号130で案内されているプラハ - ウースチー・ナド・ラベム - ヂェチーン線のウースチー - ヂェチーン間、カダニ - ヴィレーモフ・ウ・カダニェ - カシチツェ線のプルネールジョフ - カダニ間についても記載する。

## 歴史
ヂェチーン - ウースチー間は、1851年にオーストリア帝国の北部国営鉄道の路線として開業した。この区間はドイツ東部～チェコ～スロヴァキア～ハンガリーを結ぶ鉄道路線の一部を担っている。ウースチー - ホムトフ間は、1858年から1870年にかけて、ウースチー・テプリツェ鉄道の路線として開業した。ホムトフ以西は、1873年に、ブシチェフラド鉄道によって開業した。プルネールジョフ - カダニ間は、1903年に帝立王立国有鉄道によって開業した。
沿線は炭田が多く、褐炭採掘作業の集中および炭田の拡大に伴って路線が1950年代以来に変更されてきた。1968年にドゥフコフ市の線路が東の方へ移られて、市街地には鉄道駅が無くしラホシュト町にある停車駅に置き換えられた。ホムトフとモストの間の露天掘りは拡張されたので、1983年に最高150 m高さの盛り土が表土の岩石層からどさりと下された。この移設区間はエルヴィエニツェ回廊（Ervěnický koridor）とも呼ばれる。一方、ウースチー - トジェブシツェ間の電車線設置は1962年から1964年まで実行された。1989年12月にトジェブシツェ - ホムトフ区間の電化完了で、全区間の電気運転は実現できた。
1993年1月1日にチェコスロバキアの分離でこの路線は新生のチェコ鉄道（České Dráhy, ČD）の路線網に編入された。
鉄道管理公団（Správa železnični dopravní cesty, SŽDC）はこの路線の全般的な現代化を計画した。2022年までオルドジホフ - ビリーナ区間で信号システム・制御装置・橋梁など施設を改修する予定であった。

### 路線番号の変遷
- 2014年以前：
090　ウースチー - ヂェチーン
130　ホムトフ - ウースチー
140　ヘブ - プルネールジョフ - ホムトフ
143　フラデツ - カダニ - プルネールジョフ
- 2015 - 19年度：
090　ウースチー - ヂェチーン
130　クラーシテレツ - プルネールジョフ - ウースチー
132　フラデツ - カダニ - プルネールジョフ
- 2020 - 22年度：
130　プルネールジョフ - ヂェチーン
132　フラデツ - カダニ - プルネールジョフ
- 2023年度以降：
130　カダニ - ヂェチーン

## 運行形態

### 寝台特急「ナイトジェット(nj)」
- ナイトジェット号：　ブダペスト/グラーツ - ウースチー - ヂェチーン - ベルリン
一日1往復のみ運行している。ウースチー以西は090号線に、ヂェチーン以東はドイツ国鉄241号線に直通する。
2024年度より運行を開始した。

### 超特急「ユーロシティ(EC)」
- ベルリナー号：　プラハ - ウースチー - ヂェチーン - ベルリン/ハンブルク
- フンガリア号：　ブダペスト - ウースチー - ヂェチーン - ベルリン/ハンブルク
合わせて、2時間間隔で運行している。ウースチー以西は090号線に、ヂェチーン以東はドイツ国鉄241号線に直通する。

- カノープス号：　プラハ - ウースチー - ヂェチーン - チューリヒ
一日1往復の運行。ウースチー以西は090号線に、ヂェチーン以東はドイツ国鉄241号線に直通する。
過去の運行状況
2015年以前は、寝台特急(EN)の種別で、フェニックス号（プラハ - ケルン方面）、およびカノープス号（プラハ - チューリヒ方面）が運行していた。
2015年末に、両者が統合され「コペルニクス」号となった。
2016年末に、種別をユーロシティ(EC)に変更、プラハ - ライプツィヒ間で運行される寝台無しのユーロシティ(EC)となった。
2018年末に、愛称が「ポルタ・ボヘミツァ」に変更された。
2019年末に、区間がヂェチーンまで短縮され、エクスプレス(Ex)に格下げとなった。
2021年末に、インターシティ(IC)に格上げとなった。
2023年度に、チューリヒへの直通を再開し、種別はユーロシティ(EC)に変更、愛称名もカノープスに変更となった。

### 超特急「レイルジェット(rj)」
- ヴィンドボナ号：　グラーツ - ウースチー - ヂェチーン - ベルリン
一日1往復のみ運行している。ウースチー以西は090号線に、ヂェチーン以東はドイツ国鉄241号線に直通する。
過去の運行形態
2020年5月に、グラーツ - ベルリン間に運行を開始した。ヂェチーン以東はドイツ国鉄241号線に直通していた。
2022年は、夏季限定でベルリナー号の愛称で運行していた。
2023年度に、ヂェチーン以北が休止となった。
2024年度より一旦運休となったが、3月20日にグラーツ - ベルリン間で運行再開予定。

### 寝台特急「ユーロピアン・スリーパー(ES)」
- ユーロピアン・スリーパー号：　プラハ - ウースチー - ヂェチーン - ブリュッセル　【週3日運行】
週3日に限り、一日1往復のみ運行する。ウースチー以西は090号線に、ヂェチーン以北は083号線に直通する。
2024年3月25日に運行を開始した[4]。当初は毎日運行であったが、2025年度は週3日の運行となっている。

### 特急「リフリーク(R)」
以下の3系統が運行されている。
- ラベ号：　ヂェチーン - ウースチー - プラハ
2時間間隔で運行されている。ウースチー以西は090号線に直通する。

- R14B系統：　リベレツ - ヂェチーン - ウースチー
ヂェチーン以東、081号線に直通する特急。2時間間隔で運行されている。
2019年度に限り、一日1往復が090号線のロヴォシツェまで直通していた。2020年以前はチェコ鉄道による運行で、「プロウチニツェ」号の愛称が与えられていた。

- クルシノホル号：　プラハ～ウースチー・ナド・ラベム～クラーシテレツ～ヘブ
2時間間隔で運行されている。ウースチー以東は090号線に、クラーシテレツ以西は140号線に直通する。
過去の運行状況
2015年以前は、大部分がドゥフツォフにも停車していた。愛称は便毎に異なっていた。
2018年度に限り、特別リフリーク(Rx)として運行していた。
2018年末に早朝の片道1本を除いて愛称がクルシノホルに統一された（早朝の1本はペテル・ギンズ号で、カダニ→プラハの列車）。
2019年末に愛称名がクルシノホルに統一された上で、ホムトフ以北快速運転する便も、全区間特急として運行する様になった。

- レギオジェット号：　コリーン - ウースチー西駅 - ウースチー　　※レギオジェット社による運行
2時間に1本の運行。ウースチー西駅以南は072号線に直通する。
2019年以前は、土曜日を除く毎日、片道1本のみの運行であった。2021年以前はチェコ鉄道による運行で、「ストルジェコフ」の愛称名であった。

- モスト～ホムトフ～プルゼニ　　※GW Train Regio社による運行
2時間間隔で運行されている。ホムトフ以西は124号線に直通する。

### 快速「スピェシニー(Sp)」
深夜～早朝と午後に運行される。
- ウースチー - ホムトフ/プルネールジョフ - ヘブ　【平日運行】
深夜～早朝は、平日の場合、ウースチー→ホムトフ間に一日2本、カダニ/ホムトフ→ウースチー間に一日3本が運行される。うち1本は、140号線のクラーシテレツから直通する。
午後は、平日に限り、ウースチー→ホムトフ→クラーシテレツ間に一日4本、クラーシテレツ→ホムトフ→ウースチー間に一日2本が運行される。090号線超特急のプラハ方面から接続を受ける形で、特急と合わせて1時間間隔の運行となっている。全て、140号線に直通する。
過去の運行形態
2019年以前は、本数が少なかった。深夜・早朝は一日1往復、午後はウースチー発ホムトフ行が片道3本運行していた。また、ドゥフツォフは停車する列車の方が多かった。
2020年度に、一日5.5往復となった。午後は、一日1.5往復を除き、ホムトフ以西の運行であった。
2022年度に、ドゥフツォフは大部分が通過となった。
2024年度より、午後の列車が全て140号線のクラーシテレツ方面まで延伸された。

- カダニ郊外駅 → ウースチー　【平日運行】
早朝に、一日1本のみの運行。ドゥフツォフにも停車する。
過去の運行形態
2019年以前は、プルネールジョフ始発であった。
2022年度に、テプリツェを経由しないルートに変更された。
2024年度より、テプリツェ経由に戻った他、カダニ郊外駅始発に変更された。

- クラーシテレツ → カダニ・プルネールジョフ → モスト　【平日運行】
夜間に、一日1本のみの運行。
2024年度より運行を開始した。

- ウースチー - カダニ　【休日運行】
深夜～早朝に、一日1往復が運行する。テプリツェ以東の各駅に停車し、プルネールジョフを通過する。東行に限りルジェテニツェにも停車する。
2022年以前は、ウースチー - ホムトフ間の運行であった。

- ウースチー - テプリツェ - モルダヴァ　【土曜・休日運行】　※GW Train Regio社による運行
一日2往復の運行。オルドルジーホフ以西は134号線に直通する。また、プロボシトフにも停車する。
2019年末に運行を開始した。当初はチェコ鉄道の運行で、1往復がヂェチーン発着であったが、2023年度よりGW Train Regio社に移管され、ウースチー発着に短縮された。

- モスト → ウースチー　※レギオジェット・ウースチー県による運行
一日片道1本の運行。ドゥフツォフと、テプリツェ以東の各駅にも停車する。
2023年度以前は各駅停車で、普通列車として運行していた。2019年以前はチェコ鉄道が運行していた。

- ヂェチーン → ウースチー → ロヴォシツェ
深夜に、片道1本のみの運行。ウースチー以西は090号線に直通する。
2016年末に運行を開始した。

- 過去の運行区間
2014年以前は、早朝に片道1本、ホムトフ→ウースチー→ヂェチーンの系統が運行されていた。ウースチー以西は130号線を走行し、ウースチー以東は各駅に停車していたが、普通列車に格下げとなった。

### 普通（テプリツェ経由）
- ヂェチーン～ウースチー・ナド・ラベム～カダニ郊外駅
1時間間隔で運行されている。休日は、半数がヂェチーン - ホムトフ間の運行となる。また、トルジェブシツェは大部分が通過する。
過去の運行形態
2014年以前は、ヂェチーン - モスト、ヂェチーン - プルネールジョフ（休日はホムトフ）、モスト - クラーシテレツ/カルロヴィヴァリ方面、イルコフ - プルネールジョフ - カダニ郊外駅（平日中心に運行）の系統がそれぞれ2時間に1本運行していた。
2014年末に、カダニ郊外駅発着便が原則プルネールジョフ以南のみの運行となった。
2015年末に164号線のジェリナ方面に、冬季休日のみ一日1往復の運行を開始した。
2016年末に、冬季の土曜・休日限定で、一日4往復が164号線に直通する様になった。
2017年末に、夏季も164号線に直通する様になり、土曜・休日限定で、夏季の1往復、秋季・冬季の2往復が延伸された。また、平日の1往復が164号線直通となった。
2020年度に、モスト発着の列車がプルネールジョフまで延伸され、一方モスト - クラーシテレツ/カルロヴィヴァリ方面の列車はプルネールジョフ以西に短縮された。プルネールジョフ - カダニ間は平日1時間に1本、休日2時間に1本に増発された一方、カダニ - カダニ郊外駅間は秋・冬の2往復と平日1往復に限定される様になった。さらに、ホムトフ方面発カダニ行の1本がプルネールジョフ通過となった。
2023年度に、ヂェチーン - プルネールジョフの列車とプルネールジョフ - カダニ駅の列車が統合され、直通運転する様になった他、再びカダニ郊外駅まで延伸されることとなった。164号線への直通は取りやめられた。

- ウースチー - オルドルジホフ - リトヴィーノフ　【平日運行】
1時間に1本の運行。オルドルジホフ以西は134号線に直通する。
2019年末に運行を開始した。

- ヂェチーン → ウースチー西　　※レギオジェット・ウースチー県による運行
深夜に、一日片道1本のみの運行。
2019年以前はチェコ鉄道が運行していた。2020,21年はウースチー本駅止まりで運行していた。

- ウースチー → モスト　【平日運行】　　※レギオジェット・ウースチー県による運行
一日あたり、片道1本のみの運行。
2019年以前はチェコ鉄道が運行していた。

### 普通（ウーポルジニ経由）
- ヂェチーン - ウースチー - ウーポルジニ - ビーリナ - モスト　【休日運行】　　※レギオジェット・ウースチー県による運行
土曜・休日の早朝に、一日1往復のみの運行。ウースチー - ビーリナ間は131号線を経由する。ジェレニツェを通過する。東行は各駅停車であるが、西行はウースチー以東で、ポヴルリにしか停車しない。
2020年末に運行を開始した。当初は西行がドブコヴィツェ、ネシチェミツェにも停車していたが、2024年度より通過となった。

- 過去の運行系統
  - ウースチー → ウーポルジニ → ビーリナ → モスト → トルジェブシツェ　【平日運行】　　※レギオジェット・ウースチー県による運行
2020年末より、一日あたり、平日1本運行していた。ウースチー - ビーリナ間は131号線を経由していた。ジェレニツェを通過していた。
2022年度に限り、平日2本、休日1本が運行し、平日の1本を除きモスト止まりであった。
2024年度より運行していない。

### 普通（ホムトフ以西）
- ホムトフ - カダニ - クラーシテレツ、カルロヴィヴァリ　【休日運行】
休日のみ、2時間に1本の運行。マールコフを通過する。カダニ以西は140号線に直通する。
2019年以前は毎日運行で、マールコフに停車していた他、モスト発着であった。大部分がトルジェブシツェを通過していた。

- (モスト ← ホムトフ - ) カダニ・プルネールジョフ - カダニ郊外駅　　※レギオジェット・ウースチー県による運行
平日は平均1時間に1本、休日は2時間に1本の運行。平日は半数がプラハ方面/ヘブ方面双方の特急に、残り半数がウースチー方面快速に接続する。休日は、大部分がプラハ方面/ヘブ方面特急に接続する。うち平日2往復、休日1往復がホムトフ方面に、そのうち東行1本がモストまで直通する。トルジェブシツェ、マールコフを通過し、平日の早朝東行1本のみプルネールジョフを通過する。
過去の運行状況
2019年以前は、プルネールジョフ - カダニ郊外駅間に終日2時間に1本の運行で、またチェコ鉄道による運行であった。また、全列車がプルネールジョフに停車していた。
2020年度に、レギオジェット・ウースチー県に移管され、カダニ以北に短縮された。また、一日2往復がホムトフまで直通する様になった。
2021年末に平日のみ1本がモストまで延伸した。

### 臨時列車
- 旧型列車（快速）：　ルジナー - モスト - ホムトフ
秋季に年に1日のみ、一日1往復のみ運行する。モスト以南は126号線に直通する。モスト - ホムトフ間ノンストップ。2019年運行。

### 過去の運行種別
- 超特急「レギオジェット(RJ)」
  - レギオジェット号：　プラハ - ウースチー - ヂェチーン - オーステンデ
2022年春から秋にかけて、一日1往復のみ運行していた。ウースチー以西は090号線に、ヂェチーン以北はドイツ国鉄241号線に直通していた。停車駅はユーロシティ(EC)と同じであった。

- 超特急「エクスプレス(Ex)」
  - プラハ - ウースチー - ドレスデン/ヴュンスドルフ/ベルリン　※レギオジェット社による運行
2024年の3月20日以降に限り、一日3往復のみ運行していた。ウースチー以西は090号線に、ヂェチーン以北は083号線に直通する。

## 駅一覧
以下では、チェコ国鉄130号線の駅と営業キロ、停車列車、接続路線などを一覧表で示す。
- 種別
  - Rx：特急「特別リフリーク」
  - R：特急「リフリーク」
  - Sp：快速
  - Os：普通
- 停車駅
  - ■印：全列車停車
  - ●印：一部通過
  - ○印：一部停車
  - ｜印：全列車通過

| 路線名 | 駅名                               | 駅間営業キロ | 累計営業キロ        | 累計営業キロ        | 累計営業キロ | nj | EC | rj | ES | R  | Sp | Os | 接続路線 | 所在地       | 所在地                     |
| ------ | ---------------------------------- | ------------ | ------------------- | ------------------- | ------------ | -- | -- | -- | -- | -- | -- | -- | --- | ------------ | -------------------------- |
| 130    | ヂェチーン本駅                     | -            | ウィーンから 539.7  | ウースチーから 22.7 |              | ■  | ■  | ■  | ■  | ■  | ■  | ■  | 073号線（ストルジェコフ方面） 081号線（ルンブルク/リベレツ方面） 083号線（ベルリン方面）、132号線（テルニツェ方面） | ウースチー州 | ヂェチーン郡               |
| 130    | ヴィルスニツェ駅                   | 3.4          | 536.3               | 19.3                |              | ｜ | ｜ | ｜ | ｜ | ｜ | ｜ | ●  | | ウースチー州 | ヂェチーン郡               |
| 130    | ホラチツェ駅                       | 2.6          | 533.7               | 16.7                |              | ｜ | ｜ | ｜ | ｜ | ｜ | ｜ | ●  | | ウースチー州 | ヂェチーン郡               |
| 130    | ドブコヴィツェ駅                   | 1.0          | 532.7               | 15.7                |              | ｜ | ｜ | ｜ | ｜ | ｜ | ｜ | ●  | | ウースチー州 | ヂェチーン郡               |
| 130    | ポヴルリ・ロズトキ駅               | 3.5          | 529.2               | 12.2                |              | ｜ | ｜ | ｜ | ｜ | ｜ | ｜ | ●  | | ウースチー州 | ウースチー・ナド・ラベム郡 |
| 130    | ポヴルリ駅                         | 3.1          | 526.1               | 9.1                 |              | ｜ | ｜ | ｜ | ｜ | ｜ | ■  | ●  | | ウースチー州 | ウースチー・ナド・ラベム郡 |
| 130    | ネシチェヂツェ駅                   | 1.2          | 524.9               | 7.9                 |              | ｜ | ｜ | ｜ | ｜ | ｜ | ｜ | ●  | | ウースチー州 | ウースチー・ナド・ラベム郡 |
| 130    | モイジールジ駅                     | 1.3          | 523.6               | 6.6                 |              | ｜ | ｜ | ｜ | ｜ | ｜ | ｜ | ●  | | ウースチー州 | ウースチー・ナド・ラベム郡 |
| 130    | ネシチェミツェ駅                   | 1.8          | 521.8               | 4.8                 |              | ｜ | ｜ | ｜ | ｜ | ｜ | ｜ | ●  | | ウースチー州 | ウースチー・ナド・ラベム郡 |
| 130    | ウースチー・ナド・ラベム北駅       | 2.2          | 519.6               | 2.6                 |              | ｜ | ｜ | ｜ | ｜ | ｜ | ｜ | ●  | | ウースチー州 | ウースチー・ナド・ラベム郡 |
| 130    | ウースチー・ナド・ラベム本駅       | 2.6          | 517.0               | 現路線 0.0          | 旧線 0.1     | ■  | ■  | ■  | ■  | ■  | ■  | ■  | 090号線（プラハ方面）                                                                                               | ウースチー州 | ウースチー・ナド・ラベム郡 |
| 130    | ウースチー・ナド・ラベム西駅       | 1.1          |                     | 1.1                 | 1.2          |    |    |    |    | ○  | ■  | ●  | 072号線（リサー方面）、131号線（ルジェフロヴィツェ方面）                                                            | ウースチー州 | ウースチー・ナド・ラベム郡 |
| 130    | ハバルジョヴィツェ駅（休止中）     |              |                     | (11.2)              |              |    |    |    |    | ｜ | ｜ | ｜ | | ウースチー州 | ウースチー・ナド・ラベム郡 |
| 130    | クルプカ・ボホスドフ駅(*1)         | 13.4         |                     | 14.5                | 12.9         |    |    |    |    | ○  | ○  | ■  | | ウースチー州 | テプリツェ郡               |
| 130    | プロボシトフ駅                     | 3.3          |                     | 17.8                | 16.2         |    |    |    |    | ○  | ○  | ■  | | ウースチー州 | テプリツェ郡               |
| 130    | テプリツェ・ヴ・チェハーフ駅       | 1.9          |                     | 19.7                | 18.1         |    |    |    |    | ■  | ●  | ■  | | ウースチー州 | テプリツェ郡               |
| 130    | ルジェテニツェ駅                   | 2.1          |                     | 21.8                | 20.2         |    |    |    |    | ｜ | ○  | ■  | 097号線（ラデイチーン方面）                                                                                         | ウースチー州 | テプリツェ郡               |
| 130    | イェニーコフ・オルドルジホフ駅(*2) | 3.5          |                     | 25.3                | 23.7         |    |    |    |    | ｜ | ○  | ●  | 132号線（テルニツェ方面）、134号線（ロウカ方面）                                                                    | ウースチー州 | テプリツェ郡               |
| 130    | ドゥフツォフ駅                     | 2.7          |                     | 28.0                |              |    |    |    |    | ○  | ○  | ■  | | ウースチー州 | テプリツェ郡               |
| 130    | ジェレーンキ駅                     | 2.1          |                     | 30.1                |              |    |    |    |    | ｜ | ｜ | ●  | | ウースチー州 | テプリツェ郡               |
| 130    | ホチェヨヴィツェ駅                 | 3.5          |                     | 33.6                |              |    |    |    |    | ｜ | ｜ | ●  | | ウースチー州 | テプリツェ郡               |
| 130    | ビーリナ駅                         | 2.5          |                     | 36.1                |              |    |    |    |    | ■  | ■  | ■  | 131号線（ルジェフロヴィツェ方面）                                                                                   | ウースチー州 | テプリツェ郡               |
| 130    | ビーリナ・キセルカ駅               | 1.8          |                     | 37.9                |              |    |    |    |    | ｜ | ｜ | ●  | | ウースチー州 | テプリツェ郡               |
| 130    | ジェレニツェ・ナド・ビーリノウ駅   | 4.0          |                     | 41.9                |              |    |    |    |    | ｜ | ｜ | ●  | | ウースチー州 | モスト郡                   |
| 130    | モスト駅                           | 6.0          |                     | 47.9                |              |    |    |    |    | ■  | ■  | ■  | 113号線（リトムニェルジツェ方面） 123号線（ジャテツ方面）、126号線（ラコヴニーク方面） 135号線（オセク方面）        | ウースチー州 | モスト郡                   |
| 130    | トルジェブシツェ駅                 | 4.4          |                     | 52.3                | 48.6         |    |    |    |    | ○  | ｜ | ○  | | ウースチー州 | モスト郡                   |
| 130    | キイツェ駅（2017年12月休止）       |              |                     | (59.3)              | (55.6)       |    |    |    |    | ｜ | ｜ | ｜ | | ウースチー州 | ホムトフ郡                 |
| 130    | イルコフ停留所                     | 11.1         |                     | 63.4                | 59.7         |    |    |    |    | ■  | ■  | ■  | | ウースチー州 | ホムトフ郡                 |
| 130    | ホムトフ町駅                       | 3.1          |                     | 66.5                | 62.8         |    |    |    |    | ■  | ■  | ■  | 124号線（イルコフ方面）                                                                                             | ウースチー州 | ホムトフ郡                 |
| 130    | ホムトフ駅                         | 1.9          |                     | 68.6                | 64.7         |    |    |    |    | ■  | ■  | ■  | 124号線（ジャテツ方面）、137号線（クランツァール方面）                                                              | ウースチー州 | ホムトフ郡                 |
| 130    | マールコフ駅                       | 5.4          |                     | 74.0                | 70.1         |    |    |    |    | ｜ | ｜ | ●  | | ウースチー州 | ホムトフ郡                 |
| 130    | カダニ・プルネールジョフ駅         | 6.8          | カシチツェから 32.9 | 80.8                | 76.9         |    |    |    |    | ■  | ●  | ●  | 140号線（ヘブ方面）                                                                                                 | ウースチー州 | ホムトフ郡                 |
| 130    | カダニ・ビストルジツェ駅(*3)       | 3.9          | 29.0                | 84.7                |              |    |    |    |    |    | ■  | ■  | | ウースチー州 | ホムトフ郡                 |
| 130    | カダニ駅                           | 1.8          | 27.2                | 86.5                |              |    |    |    |    |    | ■  | ■  | | ウースチー州 | ホムトフ郡                 |
| 130    | カダニ郊外駅                       | 0.6          | 26.6                | 87.1                |              |    |    |    |    |    | ■  | ■  | 164号線（ヴィレーモフ方面）                                                                                         | ウースチー州 | ホムトフ郡                 |

(*1): 2016年12月に、ボホスドフ駅から改称された。

(*2): 2021年4月に開業。以前は、0.8km東側にオルドルジーホフ・ウ・ドゥフツォヴァ（Oldřichov u Duchcova）駅があったが、旅客運行を取りやめた（cz:Jeníkov-Oldřichov (železniční zastávka)参照）。
(*3) 2019年12月開業。